# Октябрський (Тяжинський округ)
Октя́брський (рос. Октябрьский) — селище у складі Тяжинського округу Кемеровської області, Росія.

## Населення
Населення — 255 осіб (2010; 354 у 2002).
Національний склад (станом на 2002 рік):
- росіяни — 95 %